# フリッツ・ペッツォルト
フリッツ・ペッツォルトまたはエルンスト・クリスチャン・ペッツォルト（Fritz Petzholdt または Ernst Christian Frederik Petzholdt、1805年1月1日 - 1838年8月29日）はデンマークの画家である。

## 略歴
コペンハーゲンの裕福な商人の息子に生まれた。1824年からデンマーク王立美術院で、「デンマーク黄金時代」と呼ばれる時代の中心的な画家、クリストファー・エカスベアに学んだ。1827年から1828年に肖像画を出展し、賞を得るが風景画家の道を選んだ。1829年に描いた絵はデンマーク王立絵画コレクション(後のDanish National Gallery)に買い上げられた。
デンマークの画家は王立美術院の展覧会で金賞を受賞し、奨学金を得て海外へ留学することが多いが、豊かな実家の資産が私費で海外へ旅することを許した。ドイツのハルツ山地へ旅した後、1830年にイタリアのローマへの旅を行った。ドレスデン、プラハ、ニュルンベルク、ミュンヘン、ヴェネツィア、フィレンツェを旅してローマに至り、彫刻家のベルテル・トーヴァルセンを中心とするローマを訪れていた多くのデンマーク芸術家のサークルのなかで過ごし、ローマの近郊の各地やナポリ、シシリーやギリシャのケルキラ島にも旅した。
1835年から1836年の冬に父親の病気のために、コペンハーゲンに戻り、父親が亡くなり、葬儀のしばらく後に再びイタリアに旅した。その後、あまりデンマーク人に訪れなかったギリシャに渡った。1838年8月にパトラスのホテルで喉が切られた死体で発見された。自殺であったか殺人事件であったかは判明していない。33歳であった。

## 作品

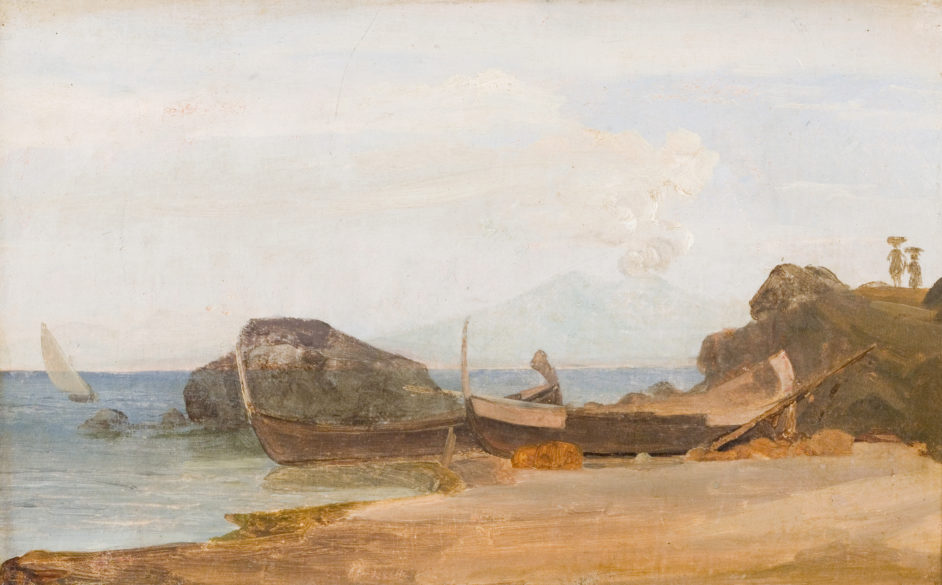
「カプリ島の海岸」
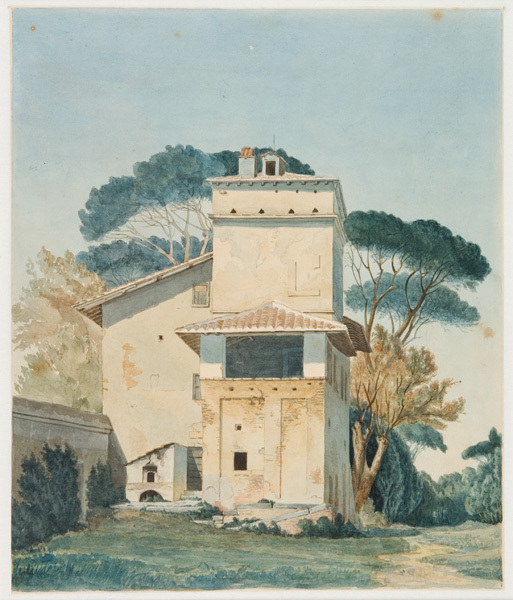
Raffael's studio in Villa Borghese's garden. Rome
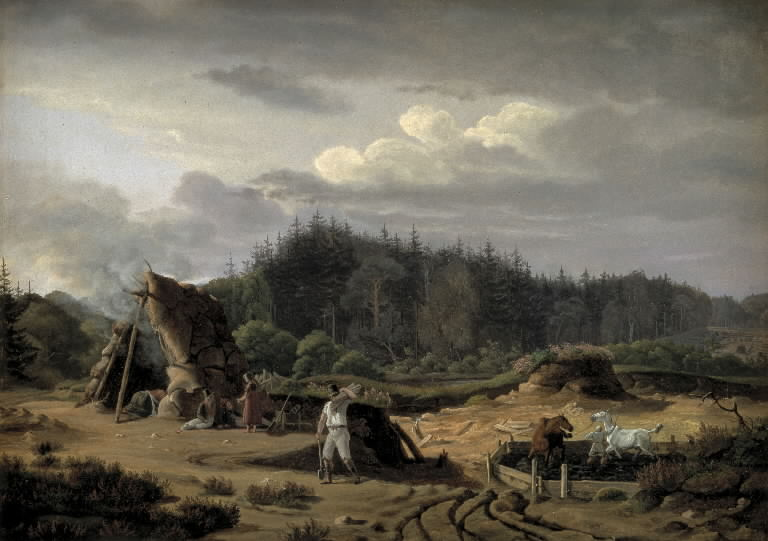
Høsterkøbの風景
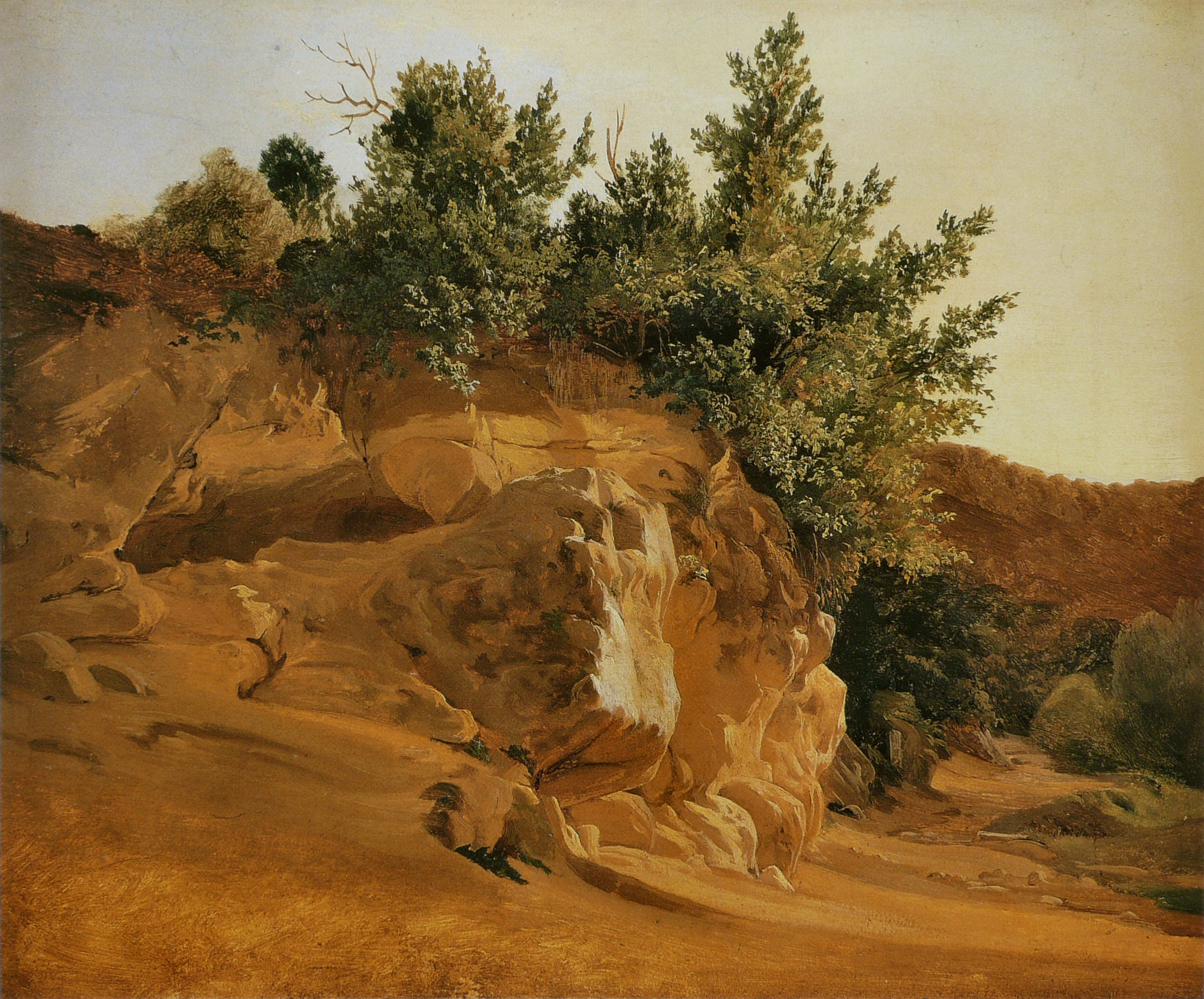
イタリアの風景
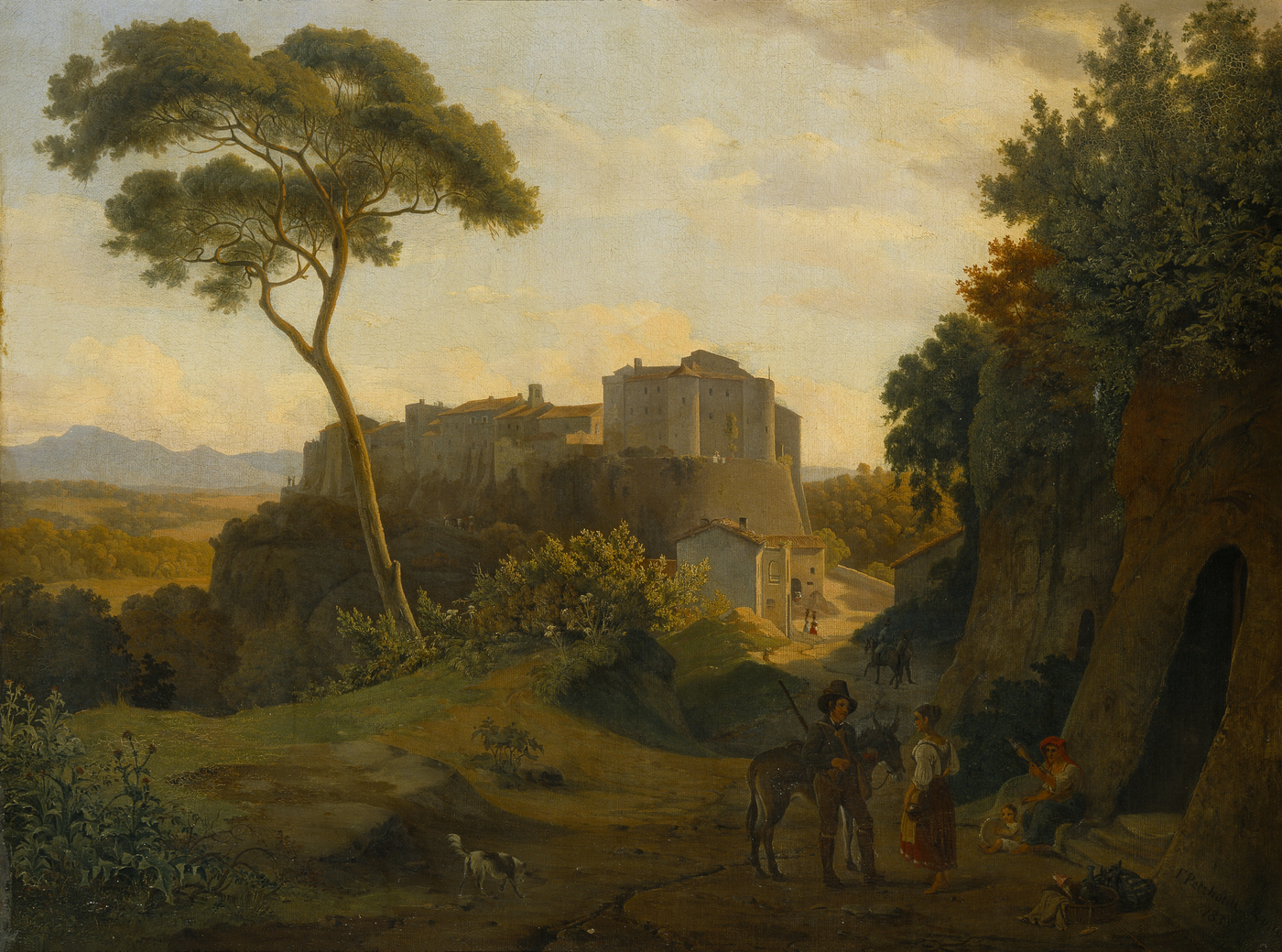
ウェイイの風景(1835)
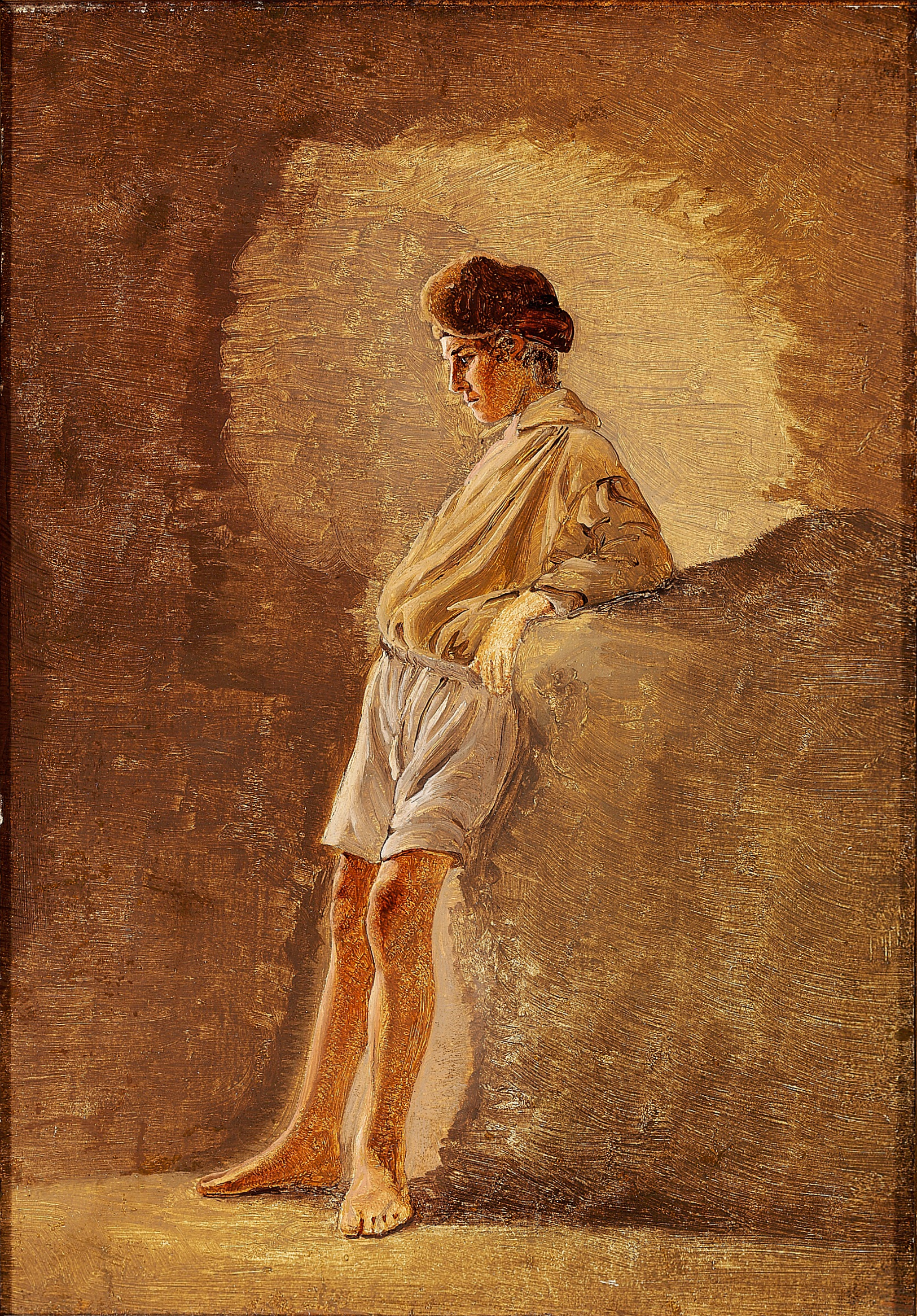
イタリアの少年
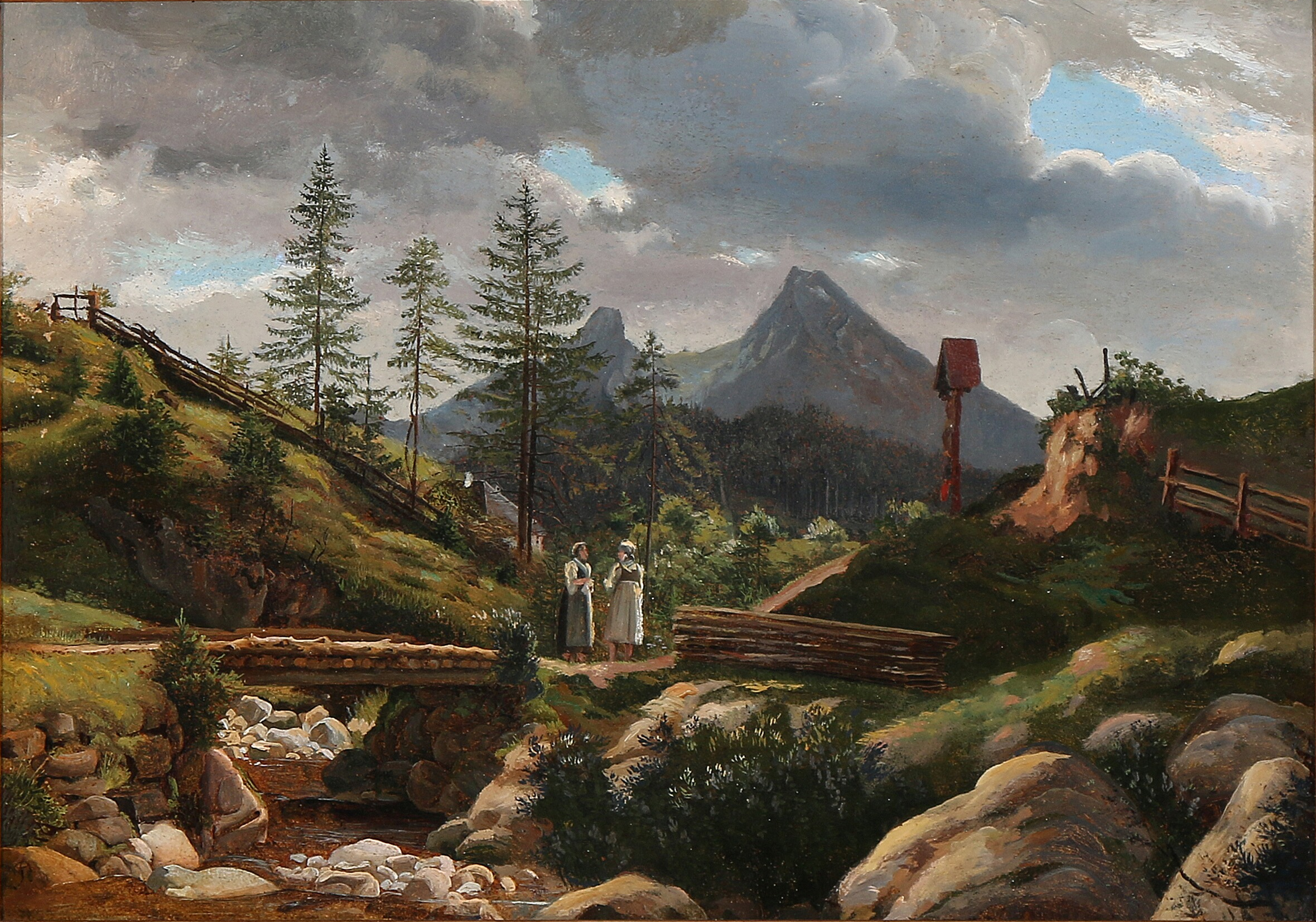
山の眺め(1829/1830)
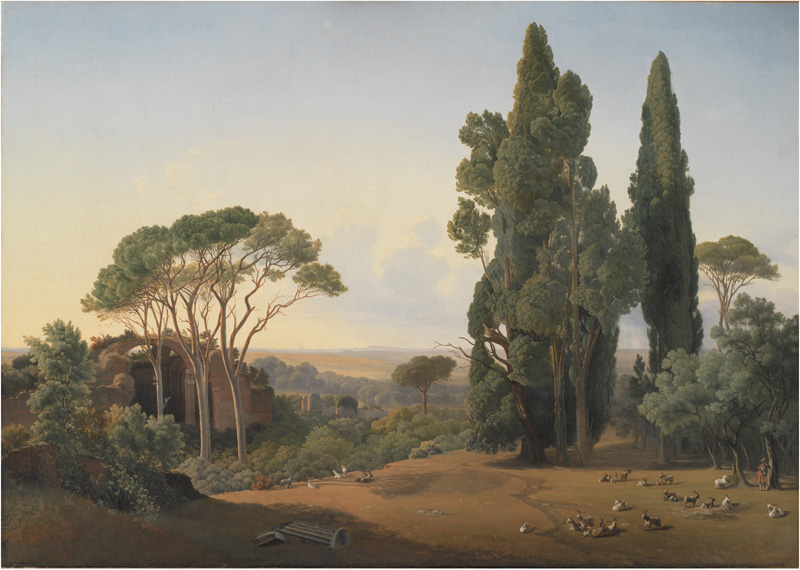
(1832)